# NCSM Shawinigan (MM 704)
Pour les autres navires du même nom, voir NCSM Shawinigan.
Le NCSM Shawinigan (MM 704) est un navire de défense côtière canadien de la classe Kingston.
Le NCSM Shawinigan a été mis en chantier le 26 avril 1996 au chantier naval The Halifax Shipyard situé à Halifax. Lancé le 15 novembre 1996, il est affecté aux Forces maritimes de l'Atlantique depuis le 14 juin 1997.
Il porte le nom de la ville de Shawinigan au Québec.

## Philatélie

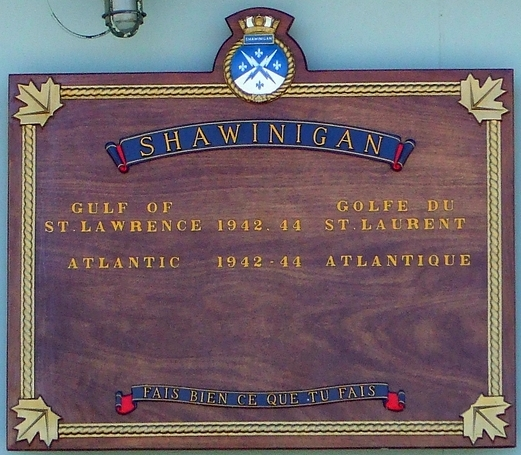
Armoiries du navire à tribord sur la timonerie

Le 4 novembre 1998, lancement d'un timbre canadien en l'honneur du NCSM Shawinigan.